# John Sonc
John (Janez) Sonc, slovenski rimskokatoliški duhovnik, misijonar in izseljeniški organizator v Združenih državah Amerike, * 7. junij 1861, Smlednik, † (?) november 1915, St. Paul, Minnesota.

## Življenje in delo
Rodil se je v družini krojača Jakoba Sonca v Smledniku pri Ljubljani. Mati mu je bila Elizabeta (rojena Rozman). Leta 1880 je odpotoval v ZDA, kjer je študiral bogoslovje. Po končanem študiju je služboval v raznih krajih Minnesote. Sonc je v Ameriki veliko skrb posvetil našim izseljencem. V letih 1890−1894 je bil misijonar med delavci v Montani in tudi tu ustanavljal podporna društva.